# Stuhlhof (Wüstung)
Der Stuhlhof, später Stolpenhof genannt, ist eine abgegangene Einzelsiedlung auf der Gemarkung der Stadt Winnenden im baden-württembergischen Rems-Murr-Kreis, von der ein Flurname geblieben ist. Die Siedlung wurde im Dreißigjährigen Krieg durch Brandschatzung zerstört.

## Lage
Der Stuhlhof stand auf einer Anhöhe südöstlich des Burkhardshofs.

## Geschichte
Im Jahre 1444 wurden Hanslin Syber und Konrad Stuhlhock als Besitzer des Hofs genannt. Von Letzterem leitet sich wahrscheinlich der Name Hofs ab. Der Stuhlhof hatte eine eigene Gemarkung von etwa 30 Morgen Land und bildete einen eigenen Rechtsbezirk. Im Jahre 1524 übernahm die Familie Stolp den Stuhlhof und hielt ihn über 7 Generationen bis zum Untergang im Dreißigjährigen Krieg. Ab 1570 wurde der Stuhlhof nur noch Stolpenhof genannt. 1593 erschien der Stolpenhof auf einer Forstkarte von Georg Gadner. Im Jahre 1613 wurde mit Michael Stolp der letzte Besitzer des Hofs erwähnt. Im Dreißigjährigen Krieg hatte Winnenden unter Einquartierungen, Plünderungen und Brandschatzung zu leiden. 1634 wurde der Stolpenhof durch Brandschatzung zerstört und aufgegeben.
In der Beschreibung des Oberamts Waiblingen wird der Stolpenhof fälschlicherweise als Stolzenhof bezeichnet.